# Horgh
Reidar Horghagen, mais conhecido como Horgh (Bergen, 7 de maio de 1971) é um baterista norueguês, anteriormente membro da banda norueguesa de black metal Immortal de 1996 a 2022 e da banda sueca de death metal Hypocrisy de 2004 até abril de 2022.
Horgh ingressou no Immortal em 1996, trazendo estabilidade após uma série de bateristas de curta duração. Seu estilo incorpora técnicas de metal mais diretas do que seus antecessores Abbath e Armagedda, e ele ficou conhecido por sua técnica sólida com os pés, exibindo a habilidade de tocar muito rápido e manter padrões precisos de pedal duplo por longos períodos de tempo. As notas do encarte de seu primeiro álbum com o Immortal, Blizzard Beasts, são dedicadas a ele.
Em 2004, ele ingressou no Hypocrisy, passando mais de uma década tocando com ambas as bandas simultaneamente.

## Discografia

### Immortal
- 1997 - Blizzard Beasts
- 1999 - At The Heart Of Winter
- 2000 - Damned In Black
- 2002 - Sons Of Northern Darkness
- 2005 - Live At BB Kings Club New York 2003 (DVD)
- 2009 - All Shall Fall
- 2010 - The Seventh Date of Blashyrkh (DVD)

### Grimfist
- 2003 - Ghouls of Grandeur

### Hypocrisy
- 2005 - Virus
- 2008 - Catch 22 V2.0.08
- 2009 - A Taste of Extreme Divinity
- 2011 - Hell over Sofia - 20 Years of Chaos and Confusion (DVD)
- 2013 - End of Disclosure
- 2013 - Too Drunk to Fuck (EP)